# Robert Walthour Junior
Pour les articles homonymes, voir Robert Walthour (homonymie).
Robert « Bob, Bobby » Howe Walthour Jr, né le 27 septembre 1902 à Atlanta, États-Unis, et mort le 29 février 1980 dans le Comté d'Orange (Californie), est un coureur cycliste. Il a commencé sa carrière comme sprinter, puis devint un formidable coureur de six jours comme son père Robert Walthour Senior.
En septembre 1927, Willie Spencer offre des contrats et des primes en espèces, pour courir pour lui plutôt que pour Chapman, organisateur des courses et aussi l'employeur des coureurs. Il obtient la signature de vingt des meilleurs cyclistes des États-Unis, qui, comme lui, avait vécu avec le traitement accordé par Chapman. En tout, Willie Spencer attire un tiers des coureurs loin de la National Cycling Association de Chapman, y compris les meilleurs coureurs américains Jimmy et Bobby Walthour ; « Les Outlaws » (hors la loi) de Willie , comme les nomme la presse américaine, sont conduits par Torchy Peden. Chapman, qui contrôle la plupart des installations de course américaines, riposte en interdisant les coureurs de Willie Spencer de monter sur ses sites, y compris le Madison Square Garden. 
En septembre 1928, Franck Kramer, devenu président de la National Cycling Association, suspend les coureurs "dissidents" George Dempsey, Arthur Spencer, Bobby Walthour, Charlie Winter, Alfred Grenda et Norman Hill qui ont signé avec Willie Spencer qui veut fonder une nouvelle ligue en désaccord avec les statuts de la NCA. Il est requalifié en février 1929 et recourt pour John Chapman,.

## Palmarès
- 1921
  -  Champion des États-Unis de vitesse amateur
- 1923
  - 2e Six jours de Chicago
- 1924
  - 1er Six jours de Chicago avec Harry Horan
  - 2e Six jours de New York
- 1925
  - 1er Six jours de Chicago avec Fred Spencer
  - 1er Six jours de New York avec Fred Spencer
  - 3e Six jours de New York
  - 1er Six jours de Chicago avec Reginald McNamara
- 1926
  - 1er Six jours de Chicago avec Reginald McNamara
  - 2e Six jours de Boston
- 1927
  - 1er Six jours de Chicago avec Franco Giorgetti
  - 2e Six jours de New York
- 1928
  - 2e Six jours de Chicago
  - 2e Six jours de Chicago
- 1929
  - 2e Six jours de New York
- 1933
  - 2e Six jours de Boston
  - 3e Six jours de New York
- 1934
  - 3e Six jours de Philadelphie
- 1935
  - 2e Six jours de Saint-Louis
- 1936
  - 2e Six jours de Détroit
  - 1er Six jours d'Ottawa avec Albert Heaton, Roy McDonald
- 1937
  - 1er Six jours de Los Angeles, Six Jours avec Oscar Juner
  - 2e Six jours de Saint-Étienne
  - 3e Six jours de San Francisco
- 1938
  - 1er Six jours de Pittsburgh avec Alfred Crossley
- 1939
  - 3e Six jours de New York
- 1940
  - 1er Six jours de Pittsburgh avec Robert (Bobbie) Thomas

## Images externes
(en) Chicago Tribune, « Chicago's cycling craze » (consulté le 19 août 2016)